# Leptosporomyces luteofibrillosus
Leptosporomyces luteofibrillosus är en svampart som beskrevs av Hjortstam & Ryvarden 1985. Leptosporomyces luteofibrillosus ingår i släktet Leptosporomyces och familjen Atheliaceae.   Inga underarter finns listade i Catalogue of Life.